# Karin Nilsson (museichef)
Karin Nilsson, född 1975, är en svensk etnolog, museiexpert och myndighetschef.

## Biografi
Karin Nilsson är etnolog som utbildade sig vid Stockholms universitet. Hon har sedan tidigt 2000-talet varit verksam vid en rad svenska kulturarvsmyndigheter, bland annat Statens historiska museer och Riksantikvarieämbetet. Som en expert inom digitalisering har hon jobbat med utveckling av digitala tjänster och digital tillgång på olika svenska museer, bland annat som enhets- och avdelningschef på  Livrustkammaren och Skoklosters slott med Stiftelsen Hallwylska museet och Statens historiska museer. Mellan 2020 och 2024 var hon verksamhetschef och biträdande överintendent på ArkDes, Statens centrum för arkitektur och design. I februari 2024 tillträdde hon som tillförordnad överintendent efter Kieran Long. Som en del av hennes roll ledde hon museets ombyggnad mellan 2023 och 2024. Hon representerar ArkDes i Rådet för hållbara städer och Centralmuseernas samarbetsråd.
Hon har präglat den svenska museidiskursen genom sitt arbete inom digitalisering, museisamlingarnas tillgängliggörande och museernas roll i samhället.